# Rupp von Ehrenstrohm

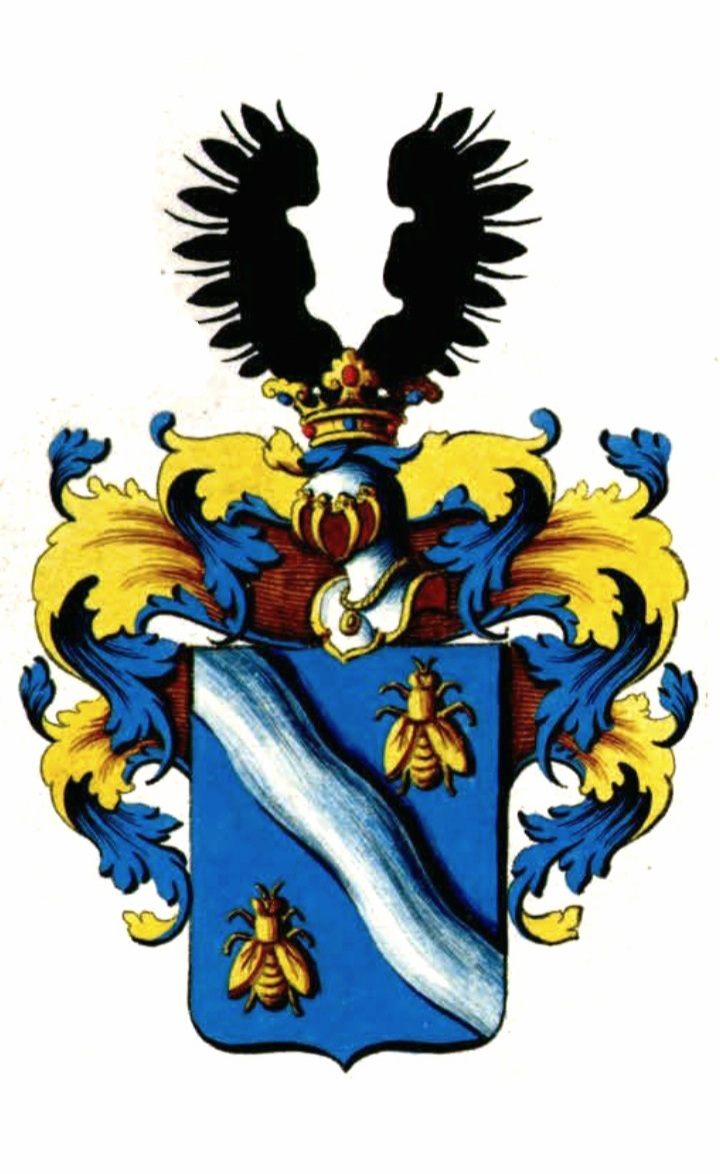
Wappen der Familie Rupp Ritter von Ehrenstrohm

Die Familie Rupp von Ehrenstrohm war ein aus Mähren stammendes Adelsgeschlecht, welches am 13. Februar 1799 in Wien von Kaiser Franz II. in den Ritterstand erhoben wurde. Die im Mannesstamm ausgestorbene Familie war durch Eheschließungen mit mehreren ungarischen Adelsfamilien verschwägert.

## Geschichte
Die frühen Vorfahren der Familie waren mährische Gutsbesitzer und Imker. Der finnischstämmige Johann Ignaz Rupp, Hejtman der Region Olmütz, betrieb im Dorf Maříž (deutsch Maires), das heute zu Slavonice gehört, eine Imkerei auf Schloss Maříž. Dieses Gebiet wurde 1793 von Kaiser Franz II. gestiftet. Der Erste Koalitionskrieg wirkte sich auch stark auf die Wirtschaft des Landes und die Imkerei aus. Um die Wirtschaft anzukurbeln, erhob der Kaiser die besten Imker seines Landes in den Adelsstand, so auch Johann Ignaz Rupp, der von ihm Ritterstand und den Prädikatsnamen Edler von Ehrenstrom erhielt.
Der Sohn des Beadelten, Franz Rupp Edler von Ehrenstrohm (1791–1875), war Verwalter in Maříž. Er ließ 1817 gemeinsam mit seinem Bruder Wilhelm die Mariahilf-Kapelle in Maříž erbauen und war kaiserlicher Wirtschaftsrat in Wien. Er verkaufte das Familienanwesen 1823. Er vermachte dem Wiener Schulfonds 800 fl. und dem Armeninstitut des Bezirks Leopoldstadt 1.000 fl.

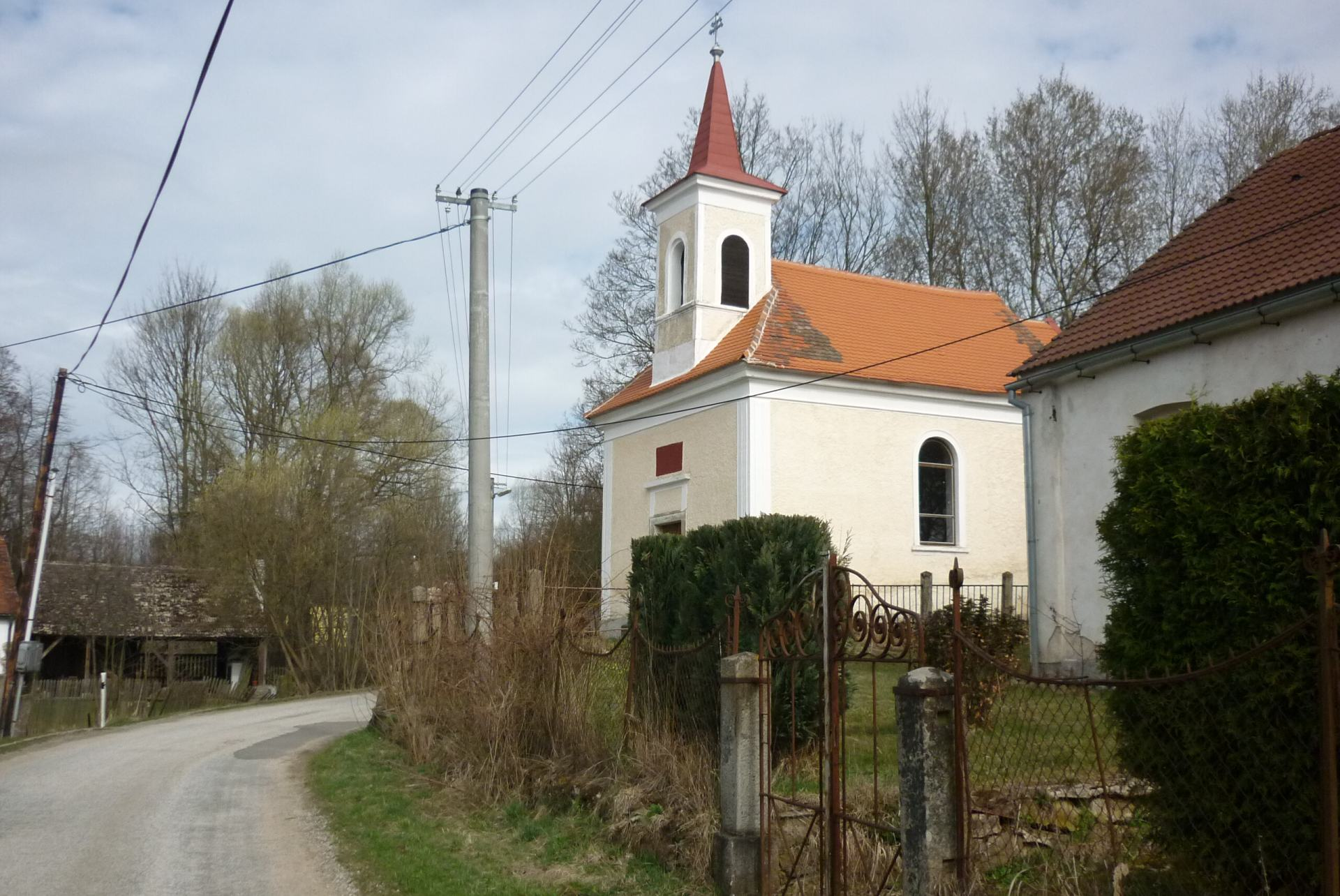
Mariahilf-Kapelle, erbaut unter Franz und Wilhelm Rupp Ritter und Edle von Ehrenstrohm

Der weitere Sohn des Adelserwerbers, Wilhelm Rupp Edler von Ehrenstrohm, Gutsherr von Maříž, hatte mit einer ledigen Dienstmagd des Guts einen Sohn, Georg Wimmer (1815–1893), dem er ein Medizinstudium ermöglichte und der ab 1853 bis zu seinem Tod Leibarzt des späteren belgischen Königs Leopold II. und seiner Gattin Marie Henriette von Österreich, anfangs Herzogspaar von Brabant, war, und 1857 auch Leibarzt von König Leopold I. wurde. Georg Wimmer wurde 1856 ein belgischer, ein päpstlicher und ein sardinischer Ritterorden verliehen, 1862 der portugiesische Orden Unserer Lieben Frau von der Empfängnis, 1864 das Offizierskreuz des königlich belgischen Leopoldordens, 1865 das Offizierskreuz der kaiserlich französischen Ehrenlegion verliehen. 1879 erhielt er den preußischen Kronen-Orden II. Klasse, 1892 den Ordensstern zum Komturkreuz des Franz-Joseph-Ordens.